# Livet på landet (1988)
För andra betydelser, se Livet på landet.
Livet på landet är en amerikansk film från 1988 med Chevy Chase och Madolyn Smith i huvudrollerna. Förlagan till filmen är en roman med namnet Funny Farm (den engelska titeln även på filmen) från 1985 av Jay Cronley. Filmen spelades mestadels in i Vermont och det blev den sista filmen som George Roy Hill regisserade.
Filmen handlar om sportskribent från New York som flyttar ut till landet med sin fru, men råkar ut för allehanda missöden istället för att uppleva den idyll han hoppats på. Paret bestämmer sig efter en tid för att skiljas och sälja sitt hus, men de ändrar sig sedan och finner sig till slut tillrätta. Filmen fick blandade till positiva recensioner.

## Rollista
- Chevy Chase - Andy Farmer
- Madolyn Smith - Elizabeth Farmer
- Kevin O'Morrison - Sheriff Ledbetter
- Mike Starr och Glenn Plummer - Crocker och Mickey, flyttgubbar
- Kevin Conway - Crumb Petree, brevbärare
- Joseph Maher - Michael Sinclair, förläggare
- Bill Fagerbakke och Nicholas Wyman - Bröderna Criterion
- William Newman - Gus Lotterhand
- Sarah Michelle Gellar - Elizabeths elev (scenerna bortklippta)